# Biedjurivier
De Biedju of Biedjurivier, Zweeds: Biedjujåkka of Biedjujohka, is een beek in het noorden van Zweden, komt van de berg Biedjugielas, stroomt door de gemeente Kiruna, is drie kilometer en mondt in de Kaskasjåkka uit. Dat is een grotere beek.
afwatering: Biedjurivier → Kaskasjåkka → Lainiorivier → Torne älv → Botnische Golf